# Sheriff Suma
Sheriff Suma (ur. 12 października 1986 we Freetown) – sierraleoński piłkarz grający na pozycji obrońcy. W reprezentacji Sierra Leone zadebiutował w 2006 roku. Rozegrał w niej 37 meczów i strzelił 3 gole.